# Катарина Регина фон Грейфенберг
Катарина Регина фон Грейфенберг (нем. Catharina Regina von Greiffenberg; 7 сентября 1633, Фидорф, Нижняя Австрия — 10 апреля 1694, Нюрнберг) — австрийская барочная поэтесса, причисляемая к важнейшим австрийским авторам эпохи барокко.

## Биография
Родилась в замке Зайсенегг, в Фидорфе, в Австрии, в дворянской семье, исповедовавшей протестантизм. Изучала философию, историю и богословие, знала несколько языков, включая испанский, французский, итальянский и латынь.
В конце 1650-х годах сблизилась с поэтами Нюрнбергского кружка (так называемый «Орден Пегницких пастухов»). В 1662 году без ведома Катарины поэтами «Ордена Пегницких пастухов» был издан первый сборник её стихов, считающийся самым важным в её творчестве.
Будучи глубоко верующей, пыталась обратить Леопольда I в протестантизм.
На протяжении многих лет Катарина и её семья подвергались преследованиям католических властей Австрии. В результате религиозных преследований поэтесса вынуждена была покинуть страну и поселиться в Нюрнберге, где и умерла в возрасте 60 лет.

## Произведения

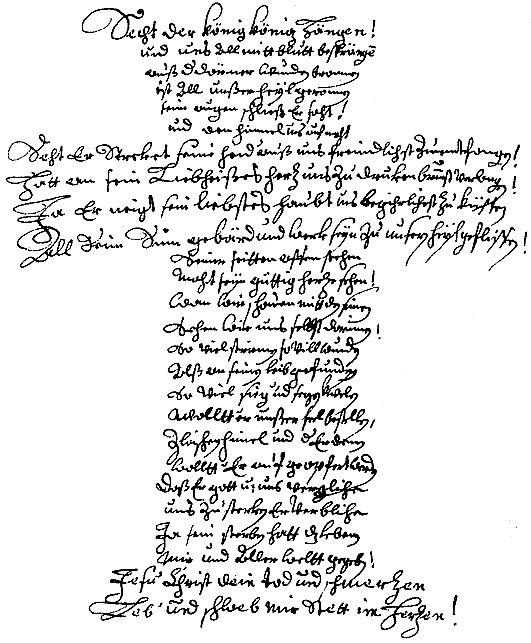
Рукописная страница текста «О распятом Иисусе» (Über den gekreuzigten Jesus)

Катарина фон Грейфенберг написала около 250 сонетов, преимущественно на религиозно-нравственные и философские темы.
- Geistliche Sonnette / Lieder und Gedichte zu Gottseeligem Zeitvertreib, 1662
- Des Allerheiligst- und Allerheilsamsten Leidens und Sterbens Jesu Christi Zwölf andächtige Betrachtungen, 1672
- Sieges-Seule der Buße und Glaubens / wider den Erbfeind Christliches Namens, 1675
- Der Allerheiligsten Menschwerdung / Geburt und Jugend JEsu Christi / Zwölf Andächtige Betrachtungen, 1678
- Leben, Lehre und Wunderwerke Christi, 1683
- Des Allerheiligsten Lebens JESU Christi Sechs Andächtige Betrachtungen Von Dessen Lehren und Wunderwercken. 1693
- Des Allerheiligsten Lebens JESU Christi Ubrige Sechs Betrachtungen Von Dessen Heiligem Wandel / Wundern und Weissagungen von und biß zu seinem Allerheiligsten Leiden und Sterben. Denen auch eine Andacht vom Heiligen Abendmahl hinzugefügt, 1693.

Отрывки из произведений доступны в немецкой версии Викитеки: Catharina Regina von Greiffenberg.
Катарина Регина фон Грейфенберг - один из авторов стихов многотомной энциклопедии Слава герцогства Карниола.